# Glyndwr
Die Glyndwr war ursprünglich ein britisches Frachtschiff, das im Ersten Weltkrieg von der Kaiserlichen Marine des Deutschen Reichs beschlagnahmt und zum Flugzeugmutterschiff umgebaut wurde. 

## Bau und Technische Daten
Das Schiff lief im Oktober 1904 bei Blohm & Voss in Hamburg unter dem Namen Craigronald vom Stapel. Im Jahre 1911 wurde es umbenannt in Glyndwr. Das Schiff war 100,8 m lang und 13,4 m breit und hatte 5,8 m Tiefgang. Es hatte zwei Dampfkessel und eine Verbunddampfmaschine mit dreifacher Dampfdehnung, die 1600 PS leistete und dem Schiff eine Höchstgeschwindigkeit von 10 kn ermöglichten.

## Erster Weltkrieg
Der Kriegsausbruch überraschte das Schiff in Danzig, wo es von der deutschen Marine beschlagnahmt wurde. Es wurde dann mit verhältnismäßig wenig Aufwand zum Flugzeugmutterschiff modifiziert und am 16. Dezember 1914 als solches in Dienst gestellt. Das Schiff hatte keine Hangars, sondern trug seine bis zu vier Wasserflugzeuge auf den Frachtdecks vor und hinter den Aufbauten. Zum Absetzen und zur Wiederaufnahme der Flugzeuge dienten je ein Schwergutladebaum auf Vorder- und Achterdeck. Das Schiff wurde mit zwei 10,5-cm-Geschützen bewaffnet, hatte 91 Mann Besatzung und verdrängte etwa 6000 t.
Bis März 1915 wurde die Glyndwr in der Danziger Bucht zur Ausbildung von Piloten und Beobachtern und zur Erprobung von Luftaufklärung gegen U-Boote eingesetzt. Gegen Ende März 1915 verlegte das Schiff nach Memel, um von dort aus Luftaufklärung durch seine vier Flugzeuge durchzuführen. Am 4. Juni 1915 erlitt es erheblichen Schaden durch Minen, der nicht vollständig repariert wurde, und ab September 1916 wurde es dann nur noch als Hulk genutzt. 

## Verbleib
Nach Kriegsende wurde das Schiff am 21. Januar 1919 nach Großbritannien ausgeliefert, wo es grundüberholt und dann unter dem Namen Akenside, ab den 1920er Jahren unter griechischer Flagge und dem Namen Agia Varvara, wieder Frachtdienst versah. Das Schiff wurde um 1955 abgewrackt.

## Weblink
- Glyndwr bei World Aircraft Carriers List: Germany (mit Photo)